# 比韋爾科姆 (密西西比州)
比韋爾科姆（英語：Bewelcome）是位於美國密西西比州阿米特縣的非建制地區。

## 歷史
比韋爾科姆於1870年成立教堂，該教堂於2008年關閉。比韋爾科姆曾於1900年代擁有其郵局。

## 地理
比韋爾科姆所處的海拔為高於海平面118米（即387英呎），而該地所採用的時區為UTC-6，即北美中部時區（CST）。同時該地設有夏令時間，為UTC-6調快一小時，即UTC-5（CDT）。